# Euresearch
Euresearch ist eine Schweizer Non-Profit-Organisation, die einen Informationsdienst für europäische Forschung und Innovation anbietet. Euresearch wurde 2001 gegründet und ist seit 2004 als Verein organisiert.
Euresearch wird vom Bund finanziert und ist vom Staatssekretariat für Bildung, Forschung und Innovation (SBFI) beauftragt, Forschende und Innovatoren in öffentlichen Institutionen und der Privatwirtschaft in der Schweiz über die Rahmenprogramme für Forschung und Innovation (FRP) der Europäischen Union (EU) zu informieren und zu beraten.
Euresearch ist seit dem 6. FRP aktiv und das Mandat des SBFI wurde mehrmals erneuert. Euresearch wurde 2010 und 2015 evaluiert.

## Dienstleistungen
Euresearch bietet Dienstleistungen für alle Phasen des EU-Förderprozesse an, darunter individuelle Beratung, Trainings und Veranstaltungen, sowie Publikationen wie Factsheets und einen monatlichen Newsletter.

## Organisation
Euresearch besteht aus dem Netzwerkbüro (Geschäftsstelle) in Bern und Regionalbüros, die an Schweizer Universitäten, Eidgenössischen Technischen Hochschulen und Fachhochschulen angesiedelt sind. Beim Netzwerkbüro sind die Nationalen Kontaktstellen der EU-FRP für die Schweiz angesiedelt, die auf Themen und Bereiche der EU-FRP spezialisiert sind. Die Berater der Regionalbüros verfügen über fundierte Kenntnisse ihrer eigenen Institution sowie über Expertise im Bereich Unternehmensberatung.

## Vereinsgremien
Der Verein Euresearch umfasst drei Organe:
1. Verein
2. Vereinsvorstand
3. Geschäftsführung

### Euresearch Vereinsmitglieder
Vereinsmitglieder sind die Schweizer Universitäten, Eidgenössischen Technischen Hochschulen, Fachhochschulen und andere Organisationen, die ein Euresearch Büro unterhalten und/oder einen Mitgliederbeitrag entrichten. Jedes Mitglied ernennt einen Vertreter, der eine vierjährige Amtszeit hat. Die Zusammensetzung der Mitglieder ist:

#### Universitäten
- Universität Basel
- Universität Bern
- Universität Freiburg\Fribourg
- Universität Genf
- Universität Lausanne
- Universität der italienischen Schweiz
- Universität Neuenburg
- Universität Luzern
- Universität St. Gallen
- Universität Zürich

#### Eidgenössische Technische Hochschulen
- Eidgenössische Technische Hochschule Zürich
- Eidgenössische Technische Hochschule Lausanne

#### Fachhochschulen
- Berner Fachhochschule
- Fachhochschule der italienischen Schweiz
- Fachhochschule Graubünden
- Fachhochschule Nordwestschweiz
- Fachhochschule Ostschweiz
- Fachhochschule Westschweiz
- Hochschule Luzern
- Zürcher Hochschule für Angewandte Wissenschaften

##### Andere Organisationen
- Schweizerischer Nationalfonds
- Swissmem

### Euresearch Vereinsvorstand
Der Vereinsvorstand ist das ausführende Organ von Euresearch und besteht aus 10–12 Mitgliedern, die von den Vereinsmitgliedern gewählt werden. Die Amtszeit der Vorstandsmitglieder beträgt vier Jahre.

### Euresearch Geschäftsführung
Die Geschäftsführung ist das operative Organ von Euresearch und besteht aus dem Direktor, dem Vizedirektor und Vertretern der Büros in den Regionen.